# Maria Elisabeth Stapp
Maria Elisabeth Stapp (* 20. Februar 1908 in Riedlingen; † 26. April 1995 in Altshausen) war eine deutsche Bildhauerin.

## Leben

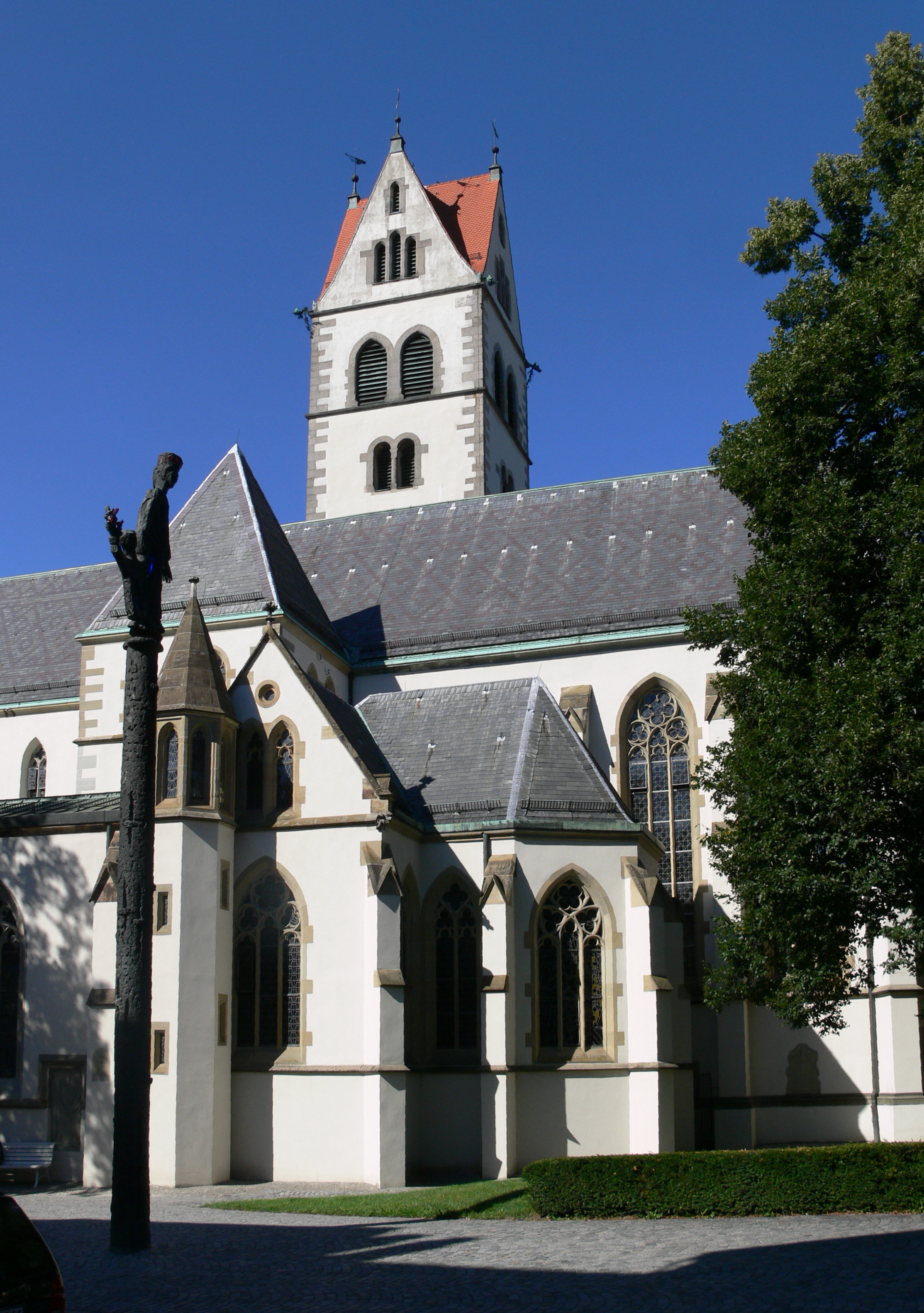
Mariensäule vor der Liebfrauenkirche in Ravensburg

Maria Elisabeth Stapp wuchs in ihren ersten Lebensjahren im oberschwäbischen Riedlingen auf. Ihr Vater war ein Kaufmann und Erfinder. Im Jahre 1914 zog die Familie nach München. Nach dem Abitur am Gymnasium am Anger in München absolvierte sie ihr Studium an der Akademie der Bildenden Künste München unter anderem bei Josef Henselmann. Sie war Mitbegründerin der benediktinischen Laiengemeinschaft Venio in München - Schwabing. In Beuron wurde sie 1927 unter dem Namen Schwester Hermana Benediktineroblatin. Lebenslang unterstützte sie das Kloster der Benediktinerinnen auf der Insel Hvar in Dalmatien, das sie bei einem Kuraufenthalt 1934 kennengelernt hatte. Mit ihrem profunden Wissen wurde sie den durch die politischen Verhältnisse im ehemaligen Jugoslawien bedrängten Benediktinerinnen zur Meisterin des gregorianischen Chorals. Über ihren Vater lernte sie den Theologen Josef Weiger kennen. Sie gehörte zum engeren Freundeskreis von Romano Guardini.
Schwerpunkt ihres künstlerischen Schaffens war die Übersetzung traditioneller liturgischer Gehalte in eine moderne Formensprache.
Im Jahre 1962 übersiedelte sie in das geräumige spätbarocke Pfarrhaus von Mooshausen im Landkreis Ravensburg. Bis 1988 lebte und arbeitete sie dort in ihrem Künstleratelier. Sie verstarb 1995 im Pflegeheim der Franziskanerinnen von Reute in Altshausen und wurde auf dem Friedhof der Pfarrkirche St. Johann Baptist in Mooshausen bestattet.

## Ehrungen
Bischof Georg Moser verlieh ihr 1983 anlässlich ihres 75. Geburtstages die Martinus-Medaille der Diözese Rottenburg-Stuttgart.

## Werke
- Altar in der Kirche Unserer lieben Frau in Mengen
- Mariensäule in Ravensburg
- Marienfigur in der Kirche Maria Verkündigung in Seligenstadt am Main
- Altar für das Altenheim Zum Heiligen Geist in Laupheim
- Martinsbrunnen in Weingarten
- Kriegerdenkmal auf dem Friedhof von Ertingen
- Kreuzigungsgruppe (überlebensgroß), Christkönigskirche in Ravensburg
- Gefallenendenkmal auf dem Friedhof in Ravensburg
- Priestergrab, Josef Weiger in Mooshausen (Bronze, ca. 2 m)
- Grabkreuz, Friedhof Mooshausen, (für sich selbst gefertigt)